# Ole Bull
Ole Bornemann Bull (5. února 1810 – 17. srpna 1880) byl norský houslista a skladatel. Pocházel z významné norské rodiny, např. jeho bratr Georg Andreas Bull byl významným norským architektem a jeho strýc Edvard Hagerup Bull působil jako soudce a politik. Svou tvorbou se Ole Bull zařadil mezi norské národně romantické umělce. Samotný Robert Schumann o něm napsal, že se svou rychlostí a čistotou hry na housle vyrovnal Paganinimu. Byl přítelem rakouského skladatele Ference Liszta.